# Centro Universitário Cândido Rondon
O Centro Universitário Cândido Rondon foi uma instituição de ensino superior privada da cidade de Cuiabá, Mato Grosso, Brasil e faz parte do Grupo UNIC (Universidade de Cuiabá).

## História
Inaugurado como UNIRONDON, foi constituída em dezembro de 1988 com a unificação da Faculdade de Ciências Econômicas e Contábeis Cândido Rondon (administrada pela Associação Educacional Cândido Rondon) e a Faculdade Cândido Rondon (administrada pela Associação Educacional Presidente Dutra), transformando-se na primeira universidade privada do estado. Em 1999, foi a primeira instituição de ensino superior do estado a implantar os Cursos Sequenciais por campo de saber, de diferentes níveis de abrangência.
Em 2012, o grupo Kroton Educacional comprou a UNIRONDON por R$ 22 milhões e em 2016, suas unidades físicas foram incorporadas ao sistema educacional do Grupo UNIC.